# Церква Пресвятої Трійці (Потелич)
Церква Пресвятої Трійці в Потеличі — храм УГКЦ у селі Потеличі Рава-Руської громади Львівського району Львівської области України.

## Історія
Мурована церква була зведена в 1936 році за проєктом Олександра Пежанського замість старішого дерев'яного храму, який був побудований 1545 року, і який був закритий в 1934 році, поки будувалася нова церква 1853 року і знову після 1926 року. Освячена 30 серпня 1936 року перемиським єпископом Йосафатом Коциловським.
Святиня була головним храмом села протягом 1845—1853 років і знову після 1926 року. У 1985 році встановлено іконостас.
В інтер'єрі храму є різьблена обстава, а на фасаді розміщені кам'яні фігури Володимира Великого та Ольги. Усі роботи були виконані Андрієм та Миколою Коверками.
Біля церкви розташована унікальна дерев'яна дзвіниця, датована 1593 роком.

## Парохи
- о. Теодор Вільчинський (1828—1842)
- о. Петро Боровець (1843—1884)
- о. Василь Боровець (1884—1885, адміністратор)
- о. Іван Козак (1885—1921)
- о. Роман Решетило (1921—1922, адміністратор, 1922—1927)
- о. Михайло Дороцький (1927—1939)

Сотрудники:
- о. Павло Доліновський (1828—1831)
- о. Михайло Саноцький (1831—1833)
- о. Іван Калітовський (1834—1838)
- о. Йосиф Чехович (1838—1840)
- о. Йосиф Ванькович (1840—1841)
- о. Василь Граб (1841—1846)
- о. Констянтин Жегестовський (1846—1847)
- о. Віктор Тарасевич (1847—1848)
- о. Матвій Нестерович (1848—1853)
- о. Семен Була (1853—1855)
- о. Дмитро Телесницький (1855—1856)
- о. Григорій Микитка (1856—1864)
- о. Володимир Боровець (1866—1873)
- о. Констянтин Грушкевич (1875—1877)
- о. Іван Лукашевич (1877—1878)
- о. Івана Сухий (1878—1879)
- о. Омелян Гриневецький (1879—1880)
- о. Омелян Заремба (1880—1881)
- о. вакантна посада (1882)
- о. Евген Горницький (1882—1883)
- о. Василь Боровець (1883—1884)
- о. вакантна посада (1886—1888)
- о. Омелян Гриневецький (1888—1889)
- о. вакантна посада (1891—1894)
- о. Тит Цехович (1894—1895)
- о. Михайло Людкевич (1896—1900)
- о. вакантна посада (1901—1902)
- о. Лев Саламон (1902—1903)
- о. вакантна посада (1904—1907)
- о. Анатоль Козак (1907—1908)
- о. вакантна посада (1909—1910)
- о. Яків Михнацький (1910—1911)
- о. вакантна посада (1912)
- о. Нестор Пасічинський (1912—1913)
- о. Семен Іванусик (1913—1918)
- о. Дмитро Бариляк (1918—1926)